# Чиуауа (град)
Чиуа̀уа (на испански: Chihuahua) е столицата на едноименния северозападен щат Чиуауа в Мексико. Чиуауа е с население от 748 551 жители (2006). Намира се на 1415 м надморска височина. Основан е на 12 октомври 1709 г.

## Население
748 551 (2006)
Расов състав:
- 53 % – бели
- 40 % – метиси
- 4 % – индианци
- 3 % – други

## Побратимени градове
- Албакърки, САЩ

## Бележити личности
- Антъни Куин (1915 – 2001) – американски актьор от мексикански произход